# Mombuey
Mombuey (en carballés: Mombuéi) es un municipio de la comarca de La Carballeda, en la provincia de Zamora, comunidad autónoma de Castilla y León, España, y una villa de municipio, capital del mismo.
Su alfoz incluye además los lugares de Fresno de la Carballeda y Valparaíso.

## Geografía
Se encuentra localizada en el noroeste de la provincia de Zamora en la comarca de La Carballeda, situándose a 84 kilómetros de la capital provincial. El término municipal está atravesado por la autovía de las Rías Bajas A-52, entre los pK 52 y 59, y por la carretera nacional N-525, que discurre paralela a la anterior. 
El relieve es predominantemente llano, pero con un ascenso progresivo de sur a norte desde el valle del río Tera, que está ocupado en este territorio por el embalse de Valparaíso. La altitud del territorio oscila entre los 1030 metros en el extremo noroeste, en la ladera del pico Rompealforjas, y los 790 metros, en el desagüe de la presa del embalse de Valparaíso. El pueblo se alza a 917 metros sobre el nivel del mar. 
| Noroeste: Manzanal de los Infantes | Norte: Manzanal de los Infantes | Noreste: Rionegro del Puente |
| Oeste: Cernadilla                  |                                 | Este: Rionegro del Puente    |
| Suroeste: Manzanal de Arriba       | Sur: Villardeciervos            | Sureste: Villardeciervos     |

### Clima
| Parámetros climáticos promedio de Mombuey en el periodo 1962-2003                                                                            | Parámetros climáticos promedio de Mombuey en el periodo 1962-2003 | Parámetros climáticos promedio de Mombuey en el periodo 1962-2003 | Parámetros climáticos promedio de Mombuey en el periodo 1962-2003 | Parámetros climáticos promedio de Mombuey en el periodo 1962-2003 | Parámetros climáticos promedio de Mombuey en el periodo 1962-2003 | Parámetros climáticos promedio de Mombuey en el periodo 1962-2003 | Parámetros climáticos promedio de Mombuey en el periodo 1962-2003 | Parámetros climáticos promedio de Mombuey en el periodo 1962-2003 | Parámetros climáticos promedio de Mombuey en el periodo 1962-2003 | Parámetros climáticos promedio de Mombuey en el periodo 1962-2003 | Parámetros climáticos promedio de Mombuey en el periodo 1962-2003 | Parámetros climáticos promedio de Mombuey en el periodo 1962-2003 | Parámetros climáticos promedio de Mombuey en el periodo 1962-2003 |
| Mes | Ene.                                                              | Feb.                                                              | Mar.                                                              | Abr.                                                              | May.                                                              | Jun.                                                              | Jul.                                                              | Ago.                                                              | Sep.                                                              | Oct.                                                              | Nov.                                                              | Dic.                                                              | Anual                                                             |
| --- | ----------------------------------------------------------------- | ----------------------------------------------------------------- | ----------------------------------------------------------------- | ----------------------------------------------------------------- | ----------------------------------------------------------------- | ----------------------------------------------------------------- | ----------------------------------------------------------------- | ----------------------------------------------------------------- | ----------------------------------------------------------------- | ----------------------------------------------------------------- | ----------------------------------------------------------------- | ----------------------------------------------------------------- | ----------------------------------------------------------------- |
| Precipitación total (mm) | 93.60                                                             | 89.20                                                             | 51.40                                                             | 63.50                                                             | 74.70                                                             | 37.80                                                             | 16.50                                                             | 19.60                                                             | 44.00                                                             | 85.40                                                             | 85.10                                                             | 84.50                                                             | 745.40                                                            |
| Fuente: Ministerio de Agricultura, Alimentación y Medio Ambiente. Datos de precipitación y temperatura para el periodo 1962-2003 en Mombuey. |                                                                   |                                                                   |                                                                   |                                                                   |                                                                   |                                                                   |                                                                   |                                                                   |                                                                   |                                                                   |                                                                   |                                                                   |                                                                   |

### Flora y fauna
Son muchas y muy variadas las especies animales y vegetales que pueblan estas tierras, desde el portentoso ciervo hasta la frágil mariposa, desde el sereno roble hasta el más antiguo de los helechos.
En la actualidad se ha visto incrementada la presencia de grandes mamíferos en los montes, entre ellos la del ciervo, el corzo y el jabalí. Esta tendencia se ha visto favorecida por el abandono de los pastos, la desaparición de los ganados de antaño y el descenso de la población de lobos, entre otras causas. 
Cada vez es más frecuente observar la presencia de manadas de cérvidos en los pastos frescos de la mañana, cuya presencia llaman la atención del caminante madrugador, pero también de jabalíes, zorros e incluso del lobo. En cualquier paseo, es frecuente la presencia de mariposas como la limonera, la medioluto norteña, el pavo real y otras más raras como la macaón o la podalirio.
También son innumerables las especies de insectos en Mombuey. Entre ellos las libélulas, saltamontes, grillos, insectos palo, mantis religiosas, chicharras, en definitiva todo tipo de coleópteros y ortópteros.
Es frecuente divisar el sobrevuelo de aves rapaces propias del robledal de altura. Entre ellas el cernícalo vulgar, el milano negro y el real, el ratonero común, el halcón peregrino, el águila real o el elanio azul. Por la noche el cárabo, el mochuelo, la lechuza, el búho real o el autillo sobrevuelan a sus anchas los robledales de la zona.
Las aves menores, tales como el carbonero, el herrerillo, el jilguero, el gorrión, el verderón, la lavandera, son abundantes en número y en especies, así como otras de mayor tamaño como la paloma torcaz, el alcaudón, el abejaruco, el martín pescador o la abubilla, que se integran en el matorral de robles y escobas que han sustituido los desaparecidos cultivos.
El carballo, nombre con el que en esta tierras se designa al roble, es el árbol dominante, acompañado por castaños, nogales, chopos y algún que otro pino, y comprende la base ecológica de los campos de Mombuey y de la comarca de La Carballeda. A sus pies, y dependiendo de la humedad, podemos encontrar desde escobas y retamas hasta los más verdes helechos, y a campo descubierto las carqueixas y los toixos, que se encargan de dar cobijo a los boletus edulis, que cuando empieza el otoño son ganancia de muchos.

## Historia

### Edad Antigua
Emplazada en el pequeño valle del arroyo Valchano, debe su nombre a una elevación montuosa próxima que la documentación medieval registra como Monte ad Boviam, Monte Bove o Monte Boe, topónimo que es tempranamente identificable en una relación ordenada de límites del territorio diocesano bracarense a mediados del siglo VI. Actualmente, y aun siendo accidente geográfico de cierta entidad, solamente recibe denominaciones parciales, perteneciendo en término a distintas poblaciones. 
Al contrario de lo que pudiera pensarse, dada la morfología del espacio implicado, existen vestigios de asentamientos castreños en los términos colindantes de Otero de Centenos, Lanseros y Fresno de la Carballeda. De ellos destaca el de Fresno, denominado «Castro del Buracote» que ha sido datado en la Edad del Hierro II y en el que aún se conservan algunos tramos de muralla, foso colmatado y campo de lajas hincadas, hoy seriamente afectado por el embalse de Valparaíso. 

### Edad Media
En la Edad Media, el lugar que ocupa Mombuey quedó integrado en el Reino de León, si bien todo parece indicar que el solar del actual Mombuey fuera ocupado en fecha relativamente tardía. Oscuros orígenes, que los lugareños asocian en modo manifiestamente anacrónico con la arribada de los pobladores de una aldea medieval vecina, San Martín, situada a un km de Mombuey. Este despoblado se encuentra bien localizado, suponiéndose que fue abandonado por razón de algún tipo de catástrofe, por lo que acabó por recibir un sobrenombre alusivo a su abandono, San Martín el yermo. Su término, o al menos una buena parte del mismo, ha perdurado hasta nuestros días como espacio adehesado, algo atípico en la zona. Actualmente es denominado como «Monte de San Martino».
Son escasas las referencias documentales que citan esta localidad. En el primer documento conocido aparece mencionada como Monte Boe dentro del acta de amojonamiento de Asturianos, levantada durante el abadiato en San Martín de Castañeda de Pedro Cristiano, a mediados del siglo XII. En marzo de 1161, el Monte Boe, que se emplaza en la villa de San Salvador de Palazuelo, es donado por Fernando y Pelayo Móniz al monasterio sanabrés.
Existen indicios que avalan y conceden veracidad a la antigua tradición local que, al margen de relatos legendarios, recoge la pertenencia de Mombuey a la Orden del Temple, atestiguados con una obra de especial tipología, la esbelta y elegantísima torre románica de Mombuey. De este modo, Mombuey habría sido fundado en el siglo XIII junto a la encomienda templaria, fruto de la acción repobladora de los reyes de León y del monacato. Esta es una atalaya militar cuya factura parece responder más a la ya consabida ostentación que a razones defensivas, evidentes igualmente, y con la particularidad de haber sido erigida a la vera de un histórico camino —¿...verea de Monte Boe (1153) ?—, que todavía en época medieval se documenta como importante paso de ganados trashumantes con destino a los pastos veraniegos de las montañas de Sanabria. En rigor, sería un cordel conocido como Cañada del Conde o Cañada Sanabresa. Por otra parte, tampoco parece casual que fueran precisamente los caballeros templarios quienes reprodujeran el topónimo de la Villa al participar en la repoblación de tierras extremeñas, como puede ser el caso de Valencia del Mombuey, en la actual provincia de Badajoz.
Es deducible, pues, que una vez despojada y disuelta la Orden —andando el siglo XIV y tras un largo y controvertido proceso—, se incorporara Mombuey al realengo, ya que, en 1371, el rey Enrique II entregaba el lugar con su jurisdicción y derechos, y junto con Alcañices, Tábara y Ayoó de Vidriales -todas ellas, sin excepción, antiguas posesiones templarias- a Gómez Pérez de Valderrábano.

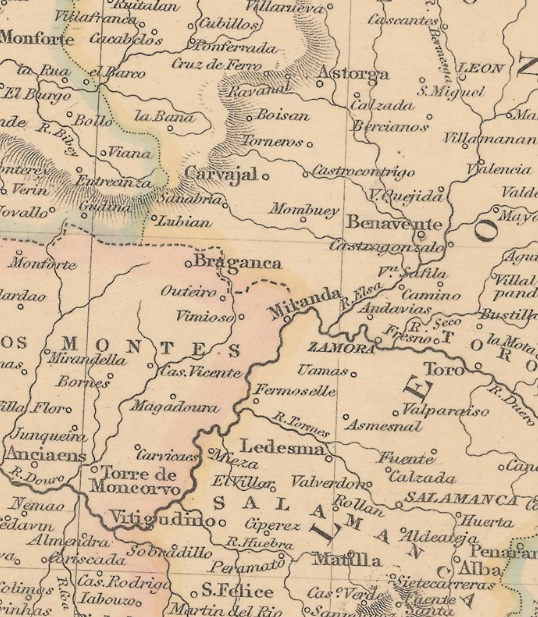
Detalle del mapa "Spain and Portugal" realizado por John Betts en 1838, en el que se puede apreciar Mombuey

Sin embargo, pronto Mombuey pasaría a la familia Losada linaje encumbrado en La Carballeda y Sanabria por una importante concesión a Álvaro Vázquez de Losada, conociendo periodos de intrigas como parece testimoniar un privilegio, expedido en Toledo (1480), por el que se ordenaba dispensar protección regia sobre «la baylía de Mombuey», a tenor de las quejas presentadas a la monarquía por María de San Martín, señora a la sazón y viuda de Pedro de Losada el Viejo, con motivo de las amenazas y «malfetrías» del IV conde de Benavente, Rodrigo Alonso Pimentel. 
Mucho mejor documentados serán, a la postre, los tiempos en que la Villa figura entre las posesiones de los Marqueses de Biance, dueños también del «coto de San Martín el yermo», y los momentos en que Mombuey comparece como cabeza de partido homónimo, circunscripción que incluía una buena parte de la tierra carballesa.

### Edad Moderna y Contemporánea
Su emplazamiento y la propia trayectoria histórica, la adquisición del villazgo, la celebración ininterrumpida de un mercado semanal en lunes, otorgado por privilegio del Consejo de Castilla con Carlos III de España, hicieron de Mombuey el principal núcleo de la comarca. Mientras del mercado aludido solo resta una residual concurrencia de costumbre en cambio, la Feria de San Martino sigue convocando anualmente y desde tiempo inmemorial a carballeses, villanos, palanquinos y mercaderes en los idus de noviembre.
Durante la Edad Moderna, Mombuey encabezaba uno de los partidos de la provincia de Zamora, tal y como reflejaba en 1773 Tomás López en Mapa de la Provincia de Zamora, integrándose en 1834 en el partido judicial de Puebla de Sanabria.
En todo caso, con la creación de las actuales provincias en 1833, Mombuey mantuvo su adscripción provincial a Zamora, y la regional al Reino de León.
En 1970 se integraron en el municipio de Mombuey las localidades de Valparaíso y Fresno de la Carballeda, al desaparecer como municipio Valparaíso.

## Demografía
Mombuey cuenta con una población de 386 habitantes (INE 2024).
| Gráfica de evolución demográfica de Mombuey entre 1842 y 2021 |
| |
| Población de derecho según los censos de población del INE Población de hecho según los censos de población del INEEntre el censo de 1970 y el anterior, crece el término del municipio porque incorpora a 49535 (Valparaíso) |

### Núcleos de población
El municipio de Mombuey está formado por tres localidades, que poseían la siguiente población en 2024 según el INE.
| Núcleo de población     | Población |
| ----------------------- | --------- |
| Mombuey                 | 339       |
| Valparaíso              | 36        |
| Fresno de la Carballeda | 11        |

## Administración y política

### Gobierno municipal

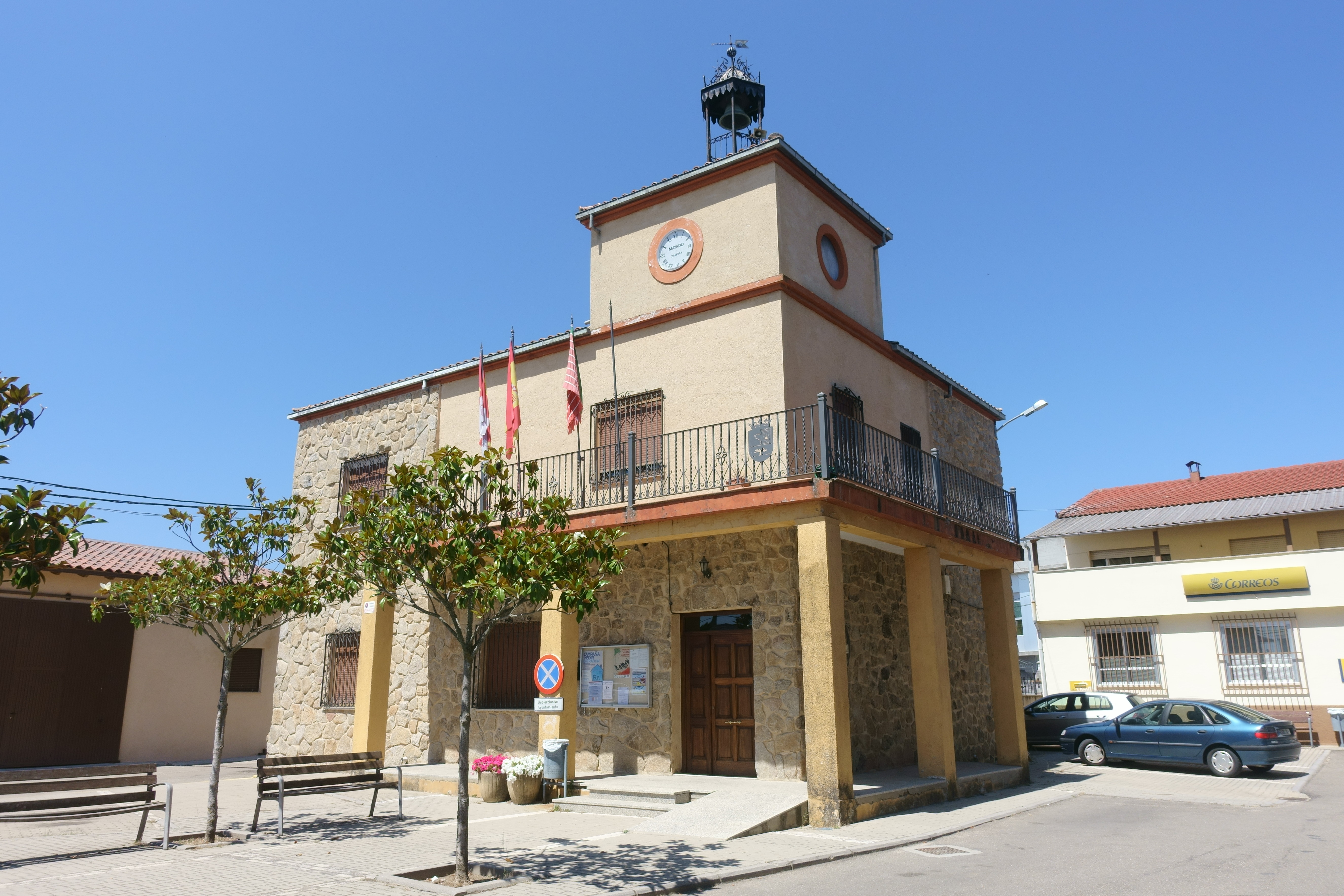
Ayuntamiento de Mombuey

| Periodo   | Nombre                  | Partido | Partido                                  |
| --------- | ----------------------- | ------- | ---------------------------------------- |
| 1979-1983 | Fermín Rabanillo Martín |         | Independiente                            |
| 1983-1991 | Fermín Rabanillo Martín |         | Centro Democrático y Social (CDS)        |
| 1991-1995 | Francisco Antón Rapino  |         | Centro Democrático y Social (CDS)        |
| 1995-2011 | Francisco Antón Rapino  |         | Partido Popular (PP)                     |
| 2011-2015 | Jesús Leal Gullón       |         | Partido Socialista Obrero Español (PSOE) |
| 2015-2023 | Francisco Antón Rapino  |         | Partido Popular (PP)                     |
| 2023-act. | José Castedo Bobillo    |         | Partido Socialista Obrero Español (PSOE) |

| Partido político                                          | 2023  | 2023  | 2023       | 2019  | 2019  | 2019       | 2015  | 2015  | 2015       | 2011  | 2011  | 2011       | 2007  | 2007  | 2007       | 2003  | 2003  | 2003       |
| Partido político                                          | %     | Votos | Concejales | %     | Votos | Concejales | %     | Votos | Concejales | %     | Votos | Concejales | %     | Votos | Concejales | %     | Votos | Concejales |
| Partido Popular (PP)                                      | 35,51 | 103   | 3          | 67,28 | 181   | 5          | 58,52 | 158   | 5          | 46,58 | 150   | 3          | 42,43 | 143   | 3          | 50,87 | 175   | 4          |
| Partido Socialista Obrero Español (PSOE)                  | 29,65 | 86    | 2          | 13,01 | 35    | 1          | 20,74 | 56    | 1          | 36,96 | 119   | 3          | 44,21 | 149   | 4          | 40,41 | 139   | 3          |
| Futuro (F)                                                | 33,79 | 98    | 2          | —     | —     | —          | —     | —     | —          | —     | —     | —          | —     | —     | —          | —     | —     | —          |
| Unión del Pueblo Leonés (UPL)                             | —     | —     | —          | 16,72 | 45    | 1          | —     | —     | —          | —     | —     | —          | —     | —     | —          | —     | —     | —          |
| Agrupación de Electores Independientes Zamoranos (ADEIZA) | —     | —     | —          | —     | —     | —          | 16,67 | 45    | 1          | 15,84 | 51    | 1          | 10,98 | 37    | 0          | —     | —     | —          |

#### Evolución de la deuda viva municipal
El concepto de deuda viva contempla solo las deudas con cajas y bancos relativas a créditos financieros, valores de renta fija y préstamos o créditos transferidos a terceros, excluyéndose, por tanto, la deuda comercial.
| Gráfica de evolución de la deuda viva del Ayuntamiento entre 2008 y 2023                          |
|                                                                                                   |
| Deuda viva del Ayuntamiento de Mombuey, en miles de euros, según datos del Ministerio de Hacienda |

### Elecciones autonómicas
| Logo | Partido político                                     | Votos | Porcentaje |
| ---- | ---------------------------------------------------- | ----- | ---------- |
|      | Partido Popular (PP)                                 | 79    | 41,8 %     |
|      | Partido Socialista Obrero Español (PSOE)             | 52    | 27,5 %     |
|      | Vox                                                  | 28    | 14,8 %     |
|      | Unión del Pueblo Leonés (UPL)                        | 15    | 7,9 %      |
|      | Podemos-IU                                           | 8     | 4,2 %      |
|      | Zamora Decide                                        | 2     | 1,1 %      |
|      | Ciudadanos-Partido de la Ciudadanía (Cs)             | 1     | 0,5 %      |
|      | Partido Animalista Contra el Maltrato Animal (PACMA) | 1     | 0,5 %      |
|      | Partido Regionalista del País Leonés (PREPAL)        | 1     | 0,5 %      |
|      | Por Zamora                                           | 1     | 0,5%       |
|      | Partido Castellano-Tierra Comunera (PCAS-TC)         | 0     | 0,0 %      |

## Cultura

### Semana Santa
Se celebra la Semana Santa desde tiempo inmemorial con mucha solemnidad, participa en ella prácticamente la totalidad de los hombres y mujeres de la villa. Los desfiles procesionales han corrido a cargo de la Cofradía de la Vera Cruz desde tiempos muy remotos; hoy día la Hermandad Pro Semana Santa se encarga de la coordinación de los desfiles y del transporte de pasos.
El primer acto de la Semana Santa tiene lugar el Domingo de Ramos. En este se bendicen los ramos, que suelen ser de olivo y laurel, en la plaza de la Farola yendo después en procesión hasta el templo donde se celebra la Santa misa. Los actos más importantes, no tienen lugar hasta los cuatro últimos días de la semana. Dan comienzo el Jueves Santo a las cinco de la tarde con los Santos Oficios y el traslado del Santísimo al Monumento. A las diez de la noche sale la primera procesión: la Dolorosa, que desfila acompañada por sus Damas, que visten riguroso luto negro y siguen al paso de Cristo crucificado. Los cofrades visten túnica morada con la caperuza del mismo color y un rústico farol metálico. Termina el jueves con la Hora Santa, tras la procesión ya dentro del templo.
El Viernes Santo a las once de la mañana sale la procesión del Vía crucis, en la que desfilan las imágenes de El Cristo de Medinaceli, seguido del Nazareno, adquirido por cuestación popular en 1999 y cierra la procesión el hermoso calvario. Cristo en la cruz acompañado por la Virgen y por san Juan, el apóstol predilecto de Jesús, este paso fue donado por un matrimonio de la parroquia y bendecido con motivo de una Misión Popular, el 25 de octubre de 1942.
A las cuatro de la tarde, y tras los Santos Oficios, el sagrado Cristo de la Cofradía de la Vera Cruz, que es una bella talla barroca de hondo dramatismo y la antiquísima Urna con el cuerpo de Cristo Yacente, talla de notable perfección, con los brazos articulados para escenificar el Descendimiento de la Cruz, hacen un recorrido por las calles de la villa, en la mayor de las procesiones, el Santo Entierro, acompañan a Cristo yacente la dolorosa y San Juan.
La Urna de la que aquí se habla fue adquirida en el siglo XIX a la Cofradía de la Vera Cruz de Astorga, en la provincia de León. Portan en esta procesión los niños, vestidos con túnica morada y la cabeza descubierta, las nueve tablas con los signos de la Pasión. Al finalizar es costumbre convocar la Asamblea General de la Cofradía de la Vera Cruz, en la que se renuevan los cargos de la Junta para el año siguiente. A las diez de la noche del mismo día recorre las calles de la villa la procesión de La Carrera o de la Soledad, en la que dicha virgen sigue en el silencio de la noche el paso de El Santo Sudario.
El sábado a las once de la mañana se reza un vía crucis en la iglesia, este fue comprado por la Asociación de los Corazones en el año 1955. A las nueve y media se celebra en el interior del templo y bajo riguroso silencio la solemne Vigilia Pascual.
El domingo a las doce y media de la mañana tiene lugar la procesión del Encuentro, en la que salen hombres y mujeres desde el templo, separados en dos procesiones, una formada por los hombres que acompañan al Cristo Resucitado, imagen donada por un devoto en 1987 y recorre algunas calles de la Villa hasta la plaza de la Farola, en la que coincide con la otra procesión compuesta únicamente por mujeres, que acompañan a la Virgen y que ha realizado un recorrido diferente, y en el punto de confluencia tiene lugar el Acto del Encuentro; una vez terminado este se funden las dos procesiones en una sola que sigue hasta la iglesia parroquial. 
A las cinco de la tarde del mismo día se reúne en Magna Asamblea el Consejo de la Hermandad, dándose por finalizados los actos. 
Un hábito cuyo suceder a través de los tiempos lo ha anclado en la tradición, es el redoblar de los tambores. Es imprescindible para el buen desarrollo de las procesiones y el causante de ese entorno solemne y mágico que se crea sobre ellas. El ritmo es esencial para el discurrir disciplinado de todos los pasos y corre a cargo de la banda de la hermandad. También desde lo alto de la torre son acompañados algunos actos, como la Vigilia Pascual, por el resonar de las campanas, que cantan a manos de unos pocos virtuosos. 
El canto es quizás el sonido más importante, otorga el valor y la solemnidad de antaño a las procesiones. En 2000, fue recuperado el Rosario de la buena muerte gracias a la Hermandad pro Semana Santa. En la antigüedad era entonado por los hombres de la Vera Cruz en un desfile desde la casa de la cofradía hasta la iglesia mayor, momentos antes de la procesión de la Soledad. Hoy en día es entonado por sesenta cofrades en el transcurso de otro desfile, con fin en el templo mayor de la villa y con inicio en la sede de dicha organización. Son muchos más los cantos de procesión, pero si existe uno más relevante, con más tradición, con mayor antigüedad y solemnidad, ese es el Miserere en latín. Cantado por un coro de hombres, recorre la noche del Jueves Santo las calles de la villa enmudeciendo las gargantas.
Si en Hispalis cantan saetas, en Monte Boe recitan poesías. Con ellas, los devotos muestran su gratitud o admiración hacia Cristo o hacia la virgen y la procesión se paraliza en algún momento de la noche para escucharlas. 
Otra gran tradición es la de las carracas. Consiste en hacer sonar estos instrumentos minutos antes del comienzo de las procesiones que se encuentran dentro del tiempo yacente de Cristo. Durante esos días está prohibido el toque de campanas y es la forma de aviso utilizada. Todos o casi todos los niños, jóvenes y no tan jóvenes poseen en sus casas una de estas preciadas joyas construidas antaño. 
Merece la pena destacar el carrascón de seis "roquiles", fabricado a mano allá en los años 60 por el gran maestro de las carracas D. Agustín, y que hoy se encuentra bien cuidado y custodiado en la sede de la Hermandad. Posiblemente la mayoría de las carracas de Mombuey tengan su firma anónima y altruista.

### Gigantes y cabezudos
A mediados del siglo XIX comienzan a aparecer los gigantes y los cabezudos en la provincia de Zamora. La tradición, ahora muy arraigada en la zona, nace en Mombuey a finales del siglo XIX cuando se adquieren dos gigantes, el Marqués y la Marquesa. Estos, hoy desaparecidos, participaban en la procesión del Corazón de Jesús el primer viernes de junio y en su día grande por excelencia, el día del Corpus Christi. También acompañaban a los gaiteros en los pasacalles de agosto, en las fiestas de la Asunción. No se conoce a ciencia cierta donde fueron adquiridos, si bien las indagaciones llevadas a cabo en otros puntos de la provincia nos acercan a tierras catalanas.

### Cabalgata de Reyes
El quinto día del mes de enero con los últimos rayos de luz del astro rey se celebra en la medieval Monte Boe la cabalgata de Reyes. Los magos llegan en sus carrozas, rodeados por pajes y pastores que les siguen admirados. Mientras, una escogida banda sonora, adereza el ambiente desde lo alto de la torre templaria.

## Monumentos y lugares de interés

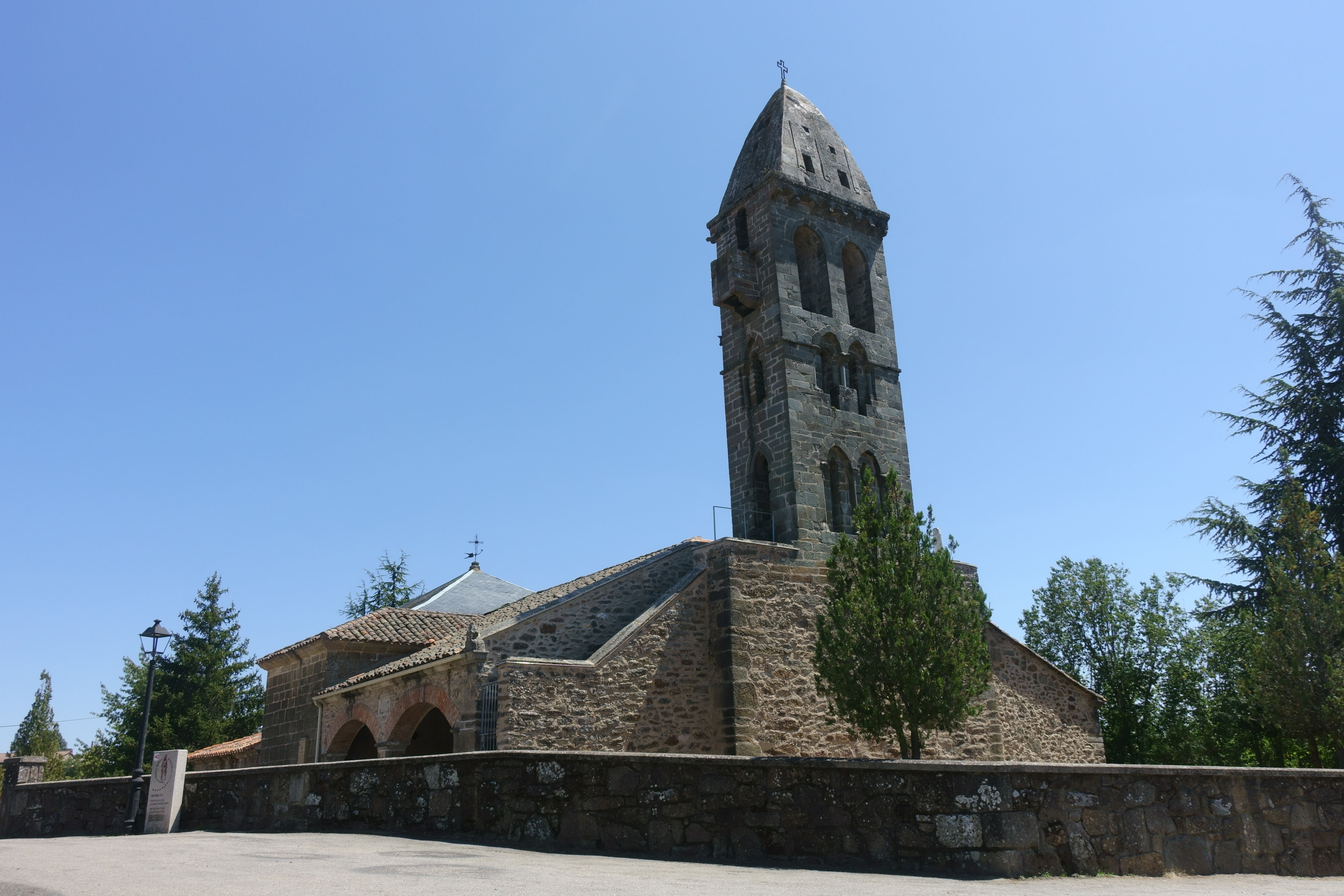
Iglesia de la Asunción

Destaca la iglesia parroquial de la Asunción, declarada Monumento histórico-artístico en 1931 y de ella especialmente su torre templaria.
La iglesia se encuentra situada en el barrio central de Mombuey, junto al arroyo Valchano y el Camino de Santiago. De ella se pueden diferenciar dos partes, la torre y la iglesia, siendo la última de época muy posterior (siglo XVIII) y de menor calidad constructiva.
La original e inconfundible torre fue, a todas luces, una atalaya militar con funciones añadidas, que ha venido asistiendo a la iglesia parroquial como campanario. Su construcción es atribuida a los caballeros templarios, que la edificaron siguiendo un estilo tardorrománico, en la segunda mitad del siglo XIII. Según Manuel Gómez-Moreno, tiene planta rectangular en proporciones de 2,50 x 4 m, elevándose con sillería fácil de labrar en piedra gris-verdosa (esquisto feldespático) que procede del paraje cercano de «Valdarmeño», situado a unos dos km y donde es visible una pequeña cantera prácticamente sepultada.
La torre se asienta sobre una base defensiva y ciega, aunque no siempre pudo ser así. Atendiendo a sus vanos, muestra tres cuerpos comunicados interiormente por escaleras de madera hasta el tercero, hallándose, éste, taladrado a lo ancho por dos amplios arcos agudos que dan cabida a las campanas. Las ventanas, siempre parejas en los frentes anchos y simples en los estrechos, están guarnecidas por esbeltas columnillas con capiteles adornados con hojas. Cerrando la construcción señorea un airoso y orientalizante chapitel de planos convexos y vanos irregulares, concebido en su interior como aposento de refugio abovedado al que se accede únicamente por un paso exterior en forma de balconcillo muy volado que, sobre dos grandes ménsulas, debía de ser utilizado, a juzgar por su disposición, como matacán. 
Destaca su ornamentación por su especial originalidad. Así en el chapitel y sobre cada plano, se repiten tres girones plegados de enigmático significado y con un remate similar al observable en la vestidura de la Virgen y el paño del Crucificado, ambos románicos. A su vez, el chapitel arranca de una cornisa adornada con bolas, pujando en los frentes anchos sobre tejaroces y formando arcos a partir de modillones de mucho relieve con abundancia de bolas, hojas, flores y motivos antropomorfos. Todo ello labrado con una cierta perfección, y destacando sobre manera el busto de un buey que ha dado lugar a leyendas y nombre a la localidad, rodeado por una cenefa decorativa sobre una hoja a modo de concha.
A pesar de las numerosas obras y reformas de la iglesia parroquial, algunas bien datadas e incluso documentadas, se ha interpretado que la torre estuvo flanqueaba, desde un principio, por un edificio religioso anejo, tal y como corroboran los hallazgos más recientes.

### Camino de Santiago Sanabrés
Antes de adentrarse en la Villa propiamente dicha, esta ruta milenaria entra en las Tierras de Mombuey (siglo XVIII) atravesando el término de Rionegro del Puente. Antiguo lugar, villa natal del fundador de Caracas, capitán Diego de Losada, y sede a su vez del Santuario de la Carballeda, donde se encuentra la Patrona de la Comarca. En su relevante historia, y con respecto al Camino es necesario reseñar que allá a finales de la Baja Edad Media existió en él, bajo la responsabilidad de la Cofradía de los Falifos, un hospital que atendió a peregrinos de todas las índoles... cuya estructura aunque muy deteriorada por el tiempo aun puede imaginarse. Como edificios de importancia son dignos de visita el Santuario antes mencionado, situado a la izquierda del camino nada más entrar en el pueblo, el palacio de Losada, algo más adelante al final de la plaza del ayuntamiento a mano derecha, y también a la derecha los restos del antiguo hospital.
Saldremos de la villa y ascenderemos un nivel más en nuestro camino, alcanzando la submeseta carballesa. Dejaremos a nuestra derecha, a un par de kilómetros el pueblo de Santa Eulalia del Rionegro (antiguo Garrapatas de Santa Eulalia) con una hermosa zona de baño en las frescas aguas del río, y a nuestra izquierda la carretera de Zamora. Dos kilómetros más adelante toparemos con la Venta de Garrapatas, aun dentro del término de Santa Eulalia, antiguo refugio de arrieros. A nuestra izquierda saldrá un desvío que nos llevará hasta el pueblo de Valparaíso a cuyos pies llega el embalse del mismo nombre y donde igualmente se podrá disfrutar de un reconfortante baño. Tras superar la pequeña montuosidad, llegaremos al término de Mombuey entrando por Prao Virón, extensos pastos a uno y otro lado del camino, desde donde ya divisaremos la Villa.
Atravesaremos el pueblo hasta cruzar el puente, a pocos metros entraremos en la plaza de Baldomero Gullón López, a nuestra izquierda la calle de la iglesia nos llevará primero hasta el albergue, y posteriormente hasta la torre templaria. Erigida a la vera de este histórico camino la atalaya templaria sirvió de defensa a peregrinos, arrieros y trashumantes, que por sus pies pasaban, contra bandoleros y contrabandistas.
En las cercanías de la torre se encuentra la Casa de la Vera Cruz, propiedad desde época medieval de ésta cofradía y hoy en día del ayuntamiento. El edificio, de planta baja y construcción tradicional cuenta con las necesidades mínimas para el peregrino, camas, y baño con agua caliente.
Si estuviera cerrado las llaves se deberán pedir en el restaurante La Rapina siguiendo la carretera, a la derecha, antes de llegar a la plaza mayor. El sello de igual forma nos lo procurará Manolo, en Calzados Alonso dentro del horario comercial, y fuera de él ya como favor, lo encontraremos nada más cruzar el puente a mano derecha yendo hacia Santiago.
A la mañana siguiente el último que salga del albergue deberá depositar la llave en el buzón de Boni, a mano izquierda poco más abajo en dirección a la plaza de la iglesia. 
Los lugares más indicados para la visita en esta antigua Villa son a día de hoy mínimos. Cuando se reformó la carretera general la mayor parte del caserío local de piedra fue destruido y ocupado. De todas formas repartidas a lo largo de la villa hay casas que llamarán la atención del peregrino, y que pondrán de relieve la arquitectura local de piedra, madera y teja, desaparecida en los años 70. Gracias a Dios la torre templaría continua en pie y en perfecto estado de conservación después de 800 años, y cuya visión reconfortará la mirada del caminante.
Comenzará la escalada, en un principio menos pronunciada, incluso con bajada, hasta las altas cumbres del Padornelo y la Canda, que con día claro nada más salir de Mombuey podremos divisar a lo lejos. 
Podremos elegir dos rutas alternativas, una que llevará al peregrino por todos los pueblos siguientes, Valdemerilla, Cernadilla, San Salvador de Palazuelo, Entrepeñas hasta Asturianos, o ir directamente por la carretera general hasta el mismo pueblo, límite de la comarca de Carballeda. 
Hasta allí, peregrino, y hasta Santiago, la Virgen de la Carballeda, y Santa María de Mombuey te guiarán en el camino.